# NGC 617
NGC 617 is een spiraalvormig sterrenstelsel in het sterrenbeeld Walvis. Het hemelobject werd in 1886 ontdekt door de Amerikaanse astronoom Francis Preserved Leavenworth.

## Synoniemen
- PGC 5831
- MCG -2-5-7
- NPM1G -10.0060